# Iglesia de San Juan de los Caballeros (Segovia)
La iglesia de San Juan de los Caballeros es un edificio de la ciudad española de Segovia. Antaño un templo católico, en la actualidad es sede del Museo Zuloaga.

## Descripción

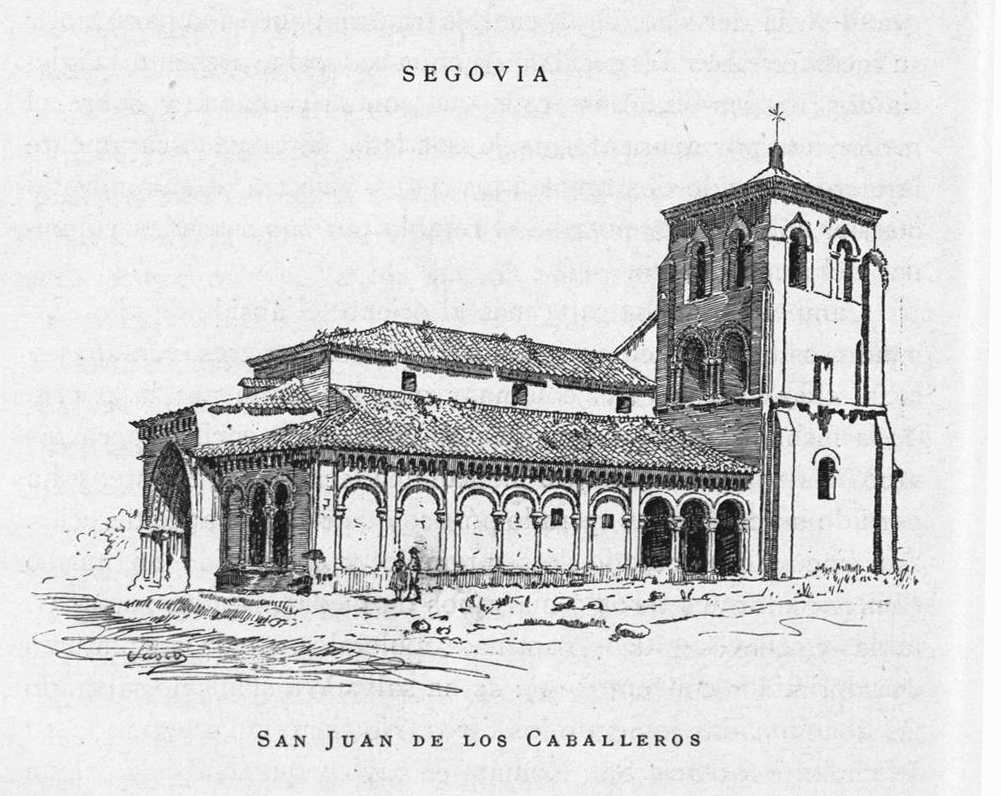
Iglesia de San Juan de los Caballeros por Pascó (c. 1884)

La iglesia de San Juan de los Caballeros, de estilo románico, se ubica en la plaza de Colmenares de la ciudad de Segovia. Fue propiedad de Daniel Zuloaga, que la usó como taller artístico. Aparece descrita en Las calles de Segovia (1918) de Mariano Sáez y Romero con las siguientes palabras:

[...] la iglesia de San Juan de los Caballeros, de estilo románico, con tres ábsides semicilíndricos; en su portada principal hay una decoración majestuosa, con arcos ojivales, relieves, esculturas, y otra puerta interior en esta entrada que tiene también columnas y capiteles y arcada de medio punto. El interior es de tres naves y en el lado de la epístola se halla la capilla de Nobles Linajes, donde estaban los sepulcros de Día Sanz y Fernán García, conquistadores de Madrid y también el del sabio cronista, cura de la parroquia, Diego de Colmenares. En dicha iglesia fué sepultada D.ª Angelina de Grecia, hija del conde Juan, nieta del rey de Hungría y mujer de Diego González de Contreras. La iglesia de San Juan, vendida como bienes de nacionales por las disposiciones desamortizadoras, pertenece hoy y en ella tiene su taller, el notable ceramista y pintor D. Daniel Zuloaga, que la ha restaurado convenientemente, ha quitado la techumbre de la torre y ha contribuído al ornato de aquellos sitios, antes completamente abandonados y sucios. Tuvo también en un departamento de la iglesia su taller de pintura, el eminente artista, sobrino de Daniel, Ignacio Zuloaga, de renombre mundial.
(Sáez y Romero, 1918, p. 38)

Fue declarada monumento histórico-artístico perteneciente al Tesoro Artístico Nacional el 3 de junio de 1931, durante la Segunda República, mediante un decreto publicado el día 4 de ese mismo mes en la Gaceta de Madrid, con la rúbrica del presidente del Gobierno provisional de la República Niceto Alcalá-Zamora y el ministro de Educación Pública y Bellas Artes Marcelino Domingo y Sanjuán.
En la actualidad, el edificio, sede del Museo Zuloaga, cuenta con el estatus de Bien de Interés Cultural.